# Shrewsbury (Massachusetts)
Shrewsbury é uma vila localizada no condado de Worcester no estado estadounidense de Massachusetts. No Censo de 2010 tinha uma população de 35.608 habitantes e uma densidade populacional de 632,14 pessoas por km².

## Geografia
Shrewsbury encontra-se localizado nas coordenadas 42° 17′ 05″ N, 71° 42′ 51″ O. Segundo o Departamento do Censo dos Estados Unidos, Shrewsbury tem uma superfície total de 56.33 km², da qual 53.69 km² correspondem a terra firme e (4.69%) 2.64 km² é água.

## Demografia
Segundo o censo de 2010, tinha 35.608 pessoas residindo em Shrewsbury. A densidade populacional era de 632,14 hab./km². Dos 35.608 habitantes, Shrewsbury estava composto pelo 79.16% brancos, o 2.11% eram afroamericanos, o 0.09% eram amerindios, o 15.31% eram asiáticos, o 0.01% eram insulares do Pacífico, o 1.51% eram de outras raças e o 1.8% pertenciam a duas ou mais raças. Do total da população o 2.7% eram hispanos ou latinos de qualquer raça.